# Beauregard Parish Jail

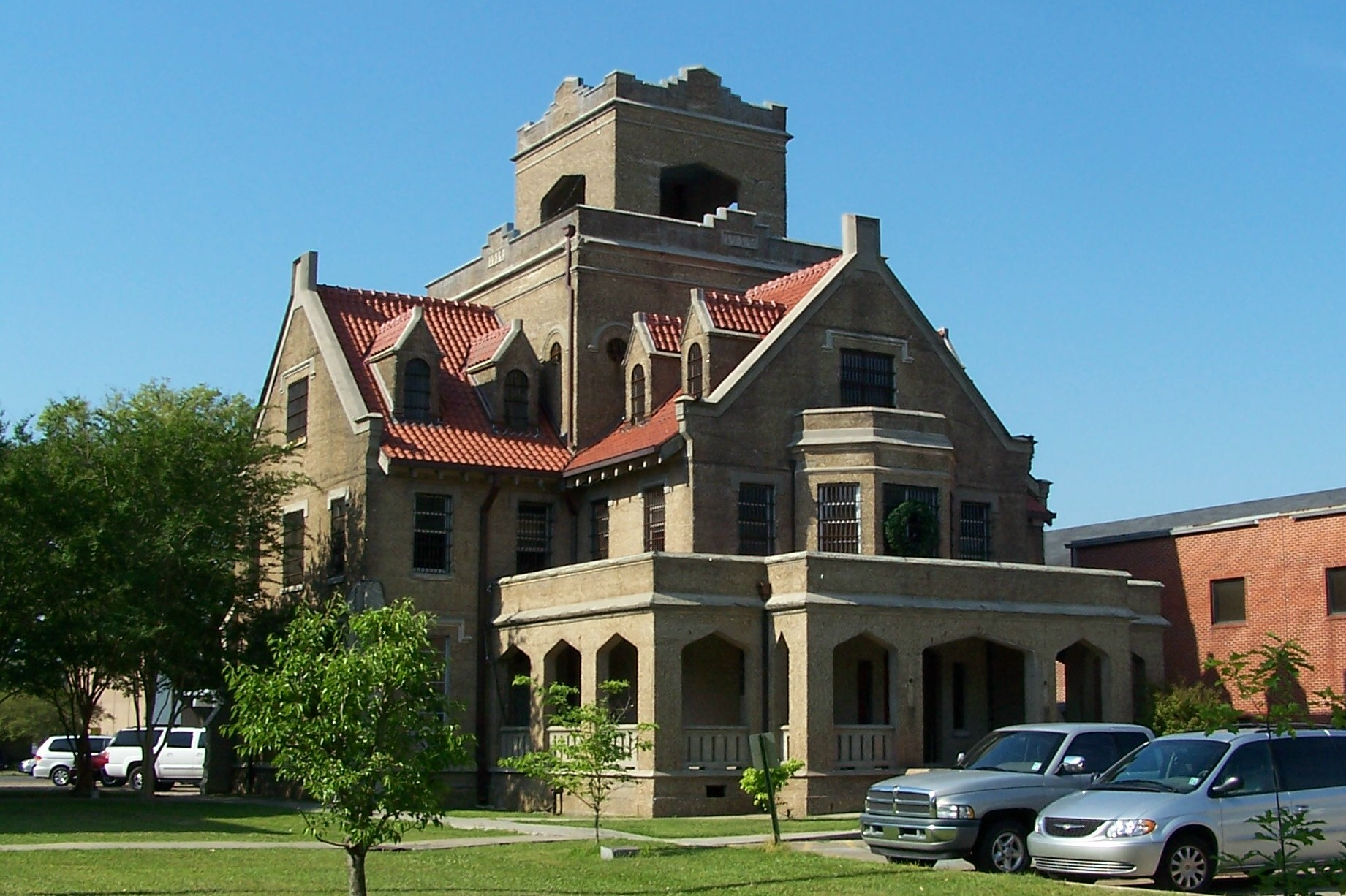
Beauregard Parish Jail

Beauregard Parish Jail, bijgenaamd The Hanging Jail, was tot 1982 in gebruik als gevangenis voor het gerechtsgebied van Beauregard Parish, Louisiana. Het in het stadje De Ridder gelegen gebouw is bekend vanwege de voor een gevangenis opmerkelijke gotische bouwstijl, waardoor het sinds 4 oktober 1981 in het National Register of Historic Places vermeld staat.
Het gebouw wordt gedomineerd door gotische boogvormen - en door de opmerkelijke toren. De gotische dan wel neogotische stijl kan men in de Verenigde Staten veel zien in scholen, universiteitsgebouwen en kerken, maar zelden in gevangenissen. In het gebouw is een draaitrap die toegang biedt tot de drie verdiepingen. Ter dood veroordeelde personen werden bovenaan deze trap opgehangen. In 1928 vond een dubbele executie plaats door twee moordenaars op te hangen.
Elke cel had een eigen toilet, douche, wastafel en raam. Als een cel in gebruik was, kon men de gevangenen vaak van buiten door de tralies heen zien. Er waren ruimten gereserveerd voor de gevangenisbewaarder en diens familie. De muren zijn dertig tot vijftig centimeter dik en bestaan vooral uit gewapend beton. De gevangenis, met een capaciteit voor vijftig gedetineerden, staat via een ondergrondse gang in verbinding met het nabij gelegen gerechtsgebouw.